# 刘铁强
刘铁强（1965年2月—），湖南湘潭人，中华人民共和国政治人物。

## 生平
1965年2月，刘铁强出生在湖南省湘潭市湘潭县。1985年9月参加工作，成为湘潭轴承厂九车间的一名工人。1987年4月，刘铁强成为湘潭县石潭供销社家电一名保修员。1991年8月，刘铁强出任湘潭县供销社职工学校副校长。1996年3月，刘铁强转任石潭供销社副主任。1996年8月加入中国共产党。1998年4月，刘铁强调入湘潭县供销社，2002年2月升任党委书记、主任。2005年3月，刘铁强转任易俗河经济开发区工委副书记、管委会副主任、建设投资公司总经理。2006年9月，刘铁强调任湘潭县人民政府党组成员、政府办公室党组书记、主任。2008年4月，刘铁强转任湘潭县财政局党组书记、局长，2010年3月兼任湘潭县人民政府党组成员、县人民政府副县长。2016年11月，刘铁强调任中国人民政治协商会议湘潭县委员会主席；2021年8月，刘铁强成为一级调研员。

### 落马
2022年9月，刘铁强涉嫌严重违纪违法接受湘潭市纪委监委纪律审查和监察调查。
2023年3月1日，刘铁强因多项违规违纪问题遭到开除党籍、开除公职（双开）处分，通报措辞包括“刘铁强身为党员领导干部，丧失理想信念，背弃初心使命，擅权妄为，私欲膨胀，前台当官，后门收钱，亦官亦商，一人当官，全家发财，亲朋获利。”